# OpenWrt
OpenWrt is een Linuxdistributie gericht op embedded systems en in het speciaal routers. De hoofdonderdelen van OpenWrt zijn de Linuxkernel, BusyBox, de Standaard-C-bibliotheek en util-linux. OpenWrt ondersteunt meer dan 1100 apparaten, en is geoptimaliseerd om te werken op het beperkte opslag en werkgeheugen van embedded computers.  
OpenWrt is verbonden aan Software in the Public Interest en de Software Freedom Conservancy.